# Pièce montée
Pour les articles homonymes, voir Pièce montée (homonymie).
Une pièce montée est, selon le Dictionnaire de l'Académie française, une « pâtisserie de grande taille, dressée de manière à servir d'ornement et imitant souvent des formes architecturales ».

## Description
La pièce montée est un dessert traditionnellement servi lors d'un mariage, d'une communion ou d'un repas de fête. Elle peut prendre différentes formes : pyramide de choux collés ensemble avec du caramel, superposition de gâteaux.
Lors des mariages, une figurine représentant deux mariés est souvent placée au sommet de la pièce montée.
En France, on nomme fréquemment et de façon réductrice le croquembouche « pièce montée ».

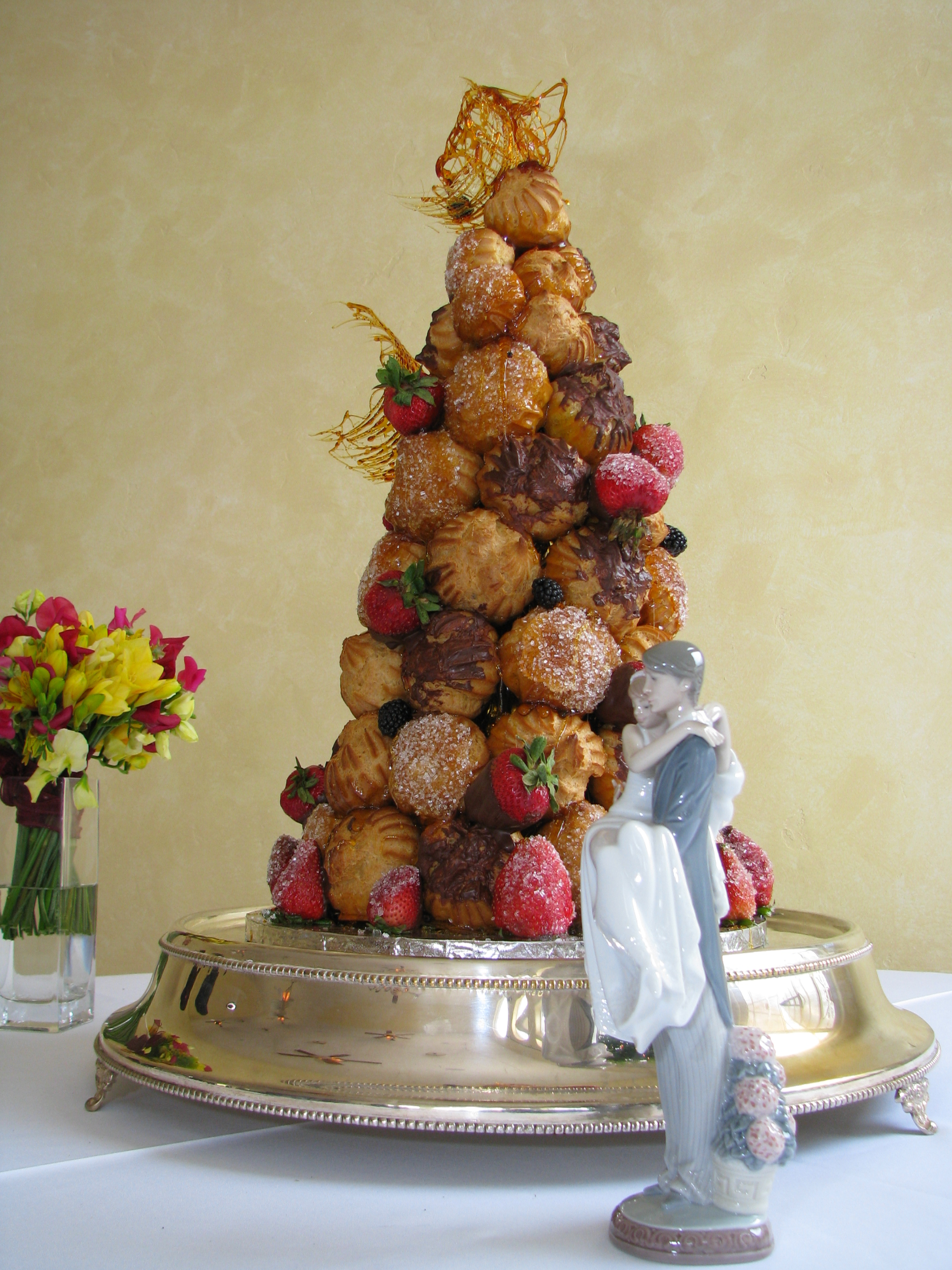
Croquembouche de choux à la crème.

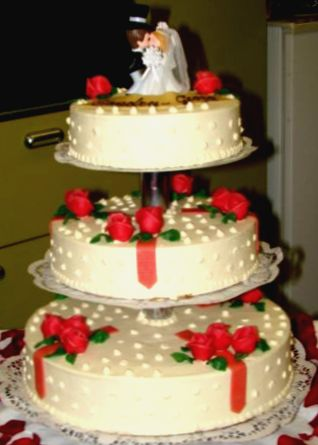
Une pièce montée en gâteaux superposés.

## La pièce montée deMadame Bovary
« On avait été chercher un pâtissier à Yvetot, pour les tourtes et les nougats. Comme il débutait dans le pays, il avait soigné les choses, et il apporta, lui-même, au dessert, une pièce montée qui fit pousser des cris. À la base d'abord, c'était un carré de carton bleu figurant un temple, avec portiques, colonnades et statuettes de stuc tout autour, dans des niches constellées d'étoiles en papier doré ; puis, se tenait au second étage un donjon en gâteau de Savoie, entouré de menues fortifications en angéliques, amandes, raisins secs, quartiers d'orange, et enfin, sur la plate-forme supérieure, qui était une prairie verte où il y avait des rochers avec des lacs de confitures et des bateaux en écales de noisettes, on voyait un petit Amour, se balançant à une escarpolette de chocolat, dont les deux poteaux étaient terminés par deux boutons de rose naturelle, en guise de boules, au sommet. »

— Gustave Flaubert, Madame Bovary

## Dans la culture populaire
- Le film Pièce montée de 2010 fait la part belle au croquembouche.
- Marie Trintignant et Thomas Fersen enregistrent ensemble en 2003 la chanson Pièce montée des grands jours, dans l'album éponyme.